# Mapona
Mapona é o primeiro filme pornográfico realizado na África do Sul e lançado em 2010. As atrizes e atores são todos amadores que foram chamados e escolhidos através de anúncios. O elenco é composto de atores negros em sua totalidade.
O filme promove o sexo seguro, de acordo com o produtor Tau Morena. É uma realização em resposta a comunidade do site sondeza.com cansada da pornografia americana.

## Volumes
- Mapona Volume 12